# Нотингем (острво)
Острво Нотингем (енгл. Nottingham Island) је једно од острва у канадском арктичком архипелагу. Острво је у саставу канадске територије Нунавут. 
Површина износи око 1372 km². Острво је ненасељено.
Име му је дао Хенри Хадсон 1610. Метеоролошка станица је подигнута 1884, а 1927. аеродром. Године 1970. Инуити са острва су се иселили, тако да је сада ненасељено.
На острву живи већи број моржева.